# Должинская
Должинская — река в России, протекает в Андреапольском районе Тверской области. Устье реки находится в 900 метрах к северо-востоку от деревни Дербень Бологовского сельского поселения в 79 км по правому берегу реки Малый Тудер. Длина реки составляет 12 км.
В двух километрах от устья справа впадает приток Мерложинская.
На реке стоит деревня Немково Бологовского сельского поселения.

## Данные водного реестра
По данным государственного водного реестра России относится к Балтийскому бассейновому округу, водохозяйственный участок реки — Ловать и Пола, речной подбассейн реки — Волхов. Относится к речному бассейну реки Нева (включая бассейны рек Онежского и Ладожского озера).
Код объекта в государственном водном реестре — 01040200312102000023490.